# Zieleńce

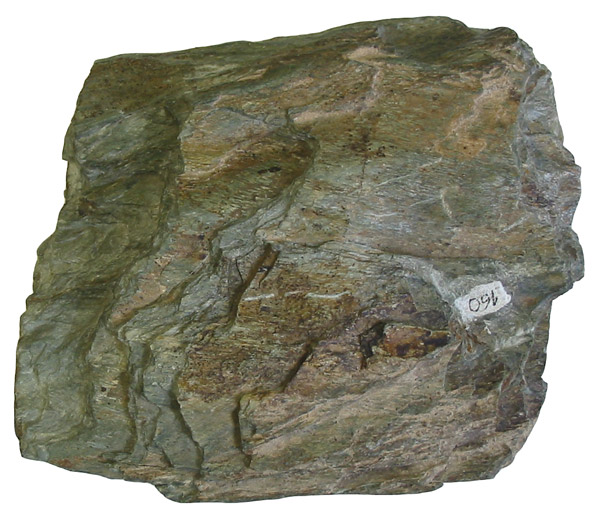
Zieleniec z dużą zawartością chlorytu

Zieleńce – skały metamorficzne masywne, cienko lub grubo złupkowane powstałe w wyniku płytkiego metamorfizmu facji zieleńcowej (relatywnie niskie ciśnienia i temperatury) bazaltów i pokrewnych im skał wylewnych oraz ich tufów. Odmiany silnie złupkowane o wyraźnej foliacji nazywane są łupkami zieleńcowymi.
Zieleńce tworzą niekiedy formy o nazwie lawa poduszkowa.
- Struktura: homeoblastyczna, drobno-, średnioblastyczna, granolepidoblastyczna lub granonematoblastyczna.
- Tekstura: zbita, bezładna, niekiedy kierunkowa.
- Skład: dominują chloryty, plagioklazy (głównie albit) i epidot, ponadto mogą występować: aktynolit, serycyt, stilpnomelan, węglany (kalcyt, dolomit, ankeryt).
- Barwa: skały zieleńcowe odznaczają się charakterystyczną ciemnozielonkawą barwą z odcieniem niebieskawym.

Zieleńce wietrzeją stosunkowo łatwo, dając gleby gliniaste o dość dobrej zasobności w składniki pokarmowe dla roślin. Gleby powstałe na wietrzejących zieleńcach mają często odcień czerwony.

## Występowanie
W Polsce zieleńce i łupki zieleńcowe występują licznie w metamorfiku kaczawskim (Pogórze Izerskie, Góry Kaczawskie, Pogórze Kaczawskie, Przedgórze Sudeckie), gdzie tworzą serię zieleńcową, powstałą wskutek metamorfizmu grubego kompleksu bazaltów wieku staropaleozoicznego.